# Lac Gravel Pit
Pour les articles homonymes, voir Gravel Pit.
Le lac Gravel Pit (en anglais : Gravel Pit Lake) est un lac américain dans le comté de Tuolumne, en Californie. Il est situé à 1 535 mètres d'altitude au sein de la Yosemite Wilderness, dans le parc national de Yosemite.